# Bayaans
Bayaans is een dialect van het Dusun Malang, een Zuid-taal gesproken in Indonesië.

## Classificatie
- Austronesische talen
  - Malayo-Polynesische talen
    - Baritotalen
      - Oost-talen
        - Centraal-Zuid-talen
          - Zuid-talen
            - Dusun Malang
              - Bayaans

## Woordenschat
90% van de woorden lijken op de Dusun Malang-equivalenten.
Bayaans · Dusun Malang